# Roman Meluzín
Roman Meluzín (* 17. Juni 1972 in Blansko, Tschechoslowakei) ist ein ehemaliger tschechischer Eishockeyspieler, der in seiner aktiven Zeit von 1988 bis 2008 unter anderem für die Moskitos Essen in der Deutschen Eishockey Liga und Tappara Tampere in der SM-liiga gespielt hat. 

## Karriere
Roman Meluzín begann seine Karriere als Eishockeyspieler bei Zetor Brno, mit dem er von 1988 bis 1992 jeweils zwischen der 1. Liga und der 2. Liga pendelte. In diesem Zeitraum wurde er im NHL Entry Draft 1990 in der vierten Runde als insgesamt 74. Spieler von den Winnipeg Jets ausgewählt, für die er allerdings nie spielte. Stattdessen lief der Angreifer von 1992 bis 1997 für den HC Zlín zunächst in der höchsten tschechoslowakischen Spielklasse, sowie anschließend der tschechischen Extraliga auf. Mit Zlín scheiterte der Rechtsschütze in der Saison 1994/95 und 1998/99 jeweils im Playoff-Finale an Vsetínská hokejová. Zwischenzeitlich stand er in der Saison 1997/98 bei deren Ligarivalen HC Slavia Prag unter Vertrag.
Für die Saison 1999/2000 wechselte Meluzín erstmals ins europäische Ausland, wo er für Tappara Tampere in der finnischen SM-liiga antrat. Die folgende Spielzeit begann er bei den Moskitos Essen in der Deutschen Eishockey Liga und beendete sie in seiner Heimat beim HC Oceláři Třinec aus der Extraliga. Nachdem der Flügelspieler die Saison 2003/04 beim HC Slovan Bratislava aus der slowakischen Extraliga beendet hatte, kehrte er für drei Jahre zu seinem Ex-Club aus Brno zurück, der in der Zwischenzeit in die zweitklassige 1. Liga abgestiegen war. Seine Laufbahn beendete der zweifache Weltmeister im Anschluss an die Saison 2007/08 im Alter von 35 Jahren bei Hokej Šumperk 2003, mit dem er im Vorjahr in die 1. Liga aufgestiegen war. 

### International
Für die Tschechoslowakei nahm Meluzín an den Junioren-Weltmeisterschaften 1991 und 1992 teil. Zudem stand er im Aufgebot Tschechiens bei den  Weltmeisterschaften 1995, 1996 und 1999 teil. 

## Erfolge und Auszeichnungen
- 1989 Aufstieg in die 1. Liga mit Zetor Brno
- 1991 Aufstieg in die 1. Liga mit Zetor Brno
- 1995 Tschechischer Vizemeister mit dem HC Zlín
- 1995 Fairster Spieler der Extraliga
- 1999 Tschechischer Vizemeister mit dem HC Zlín
- 2007 Meister der 2. Liga und Aufstieg in die 1. Liga mit dem HC Šumperk

### International
- 1991 Bronzemedaille bei der Junioren-Weltmeisterschaft
- 1996 Goldmedaille bei der Weltmeisterschaft
- 1999 Goldmedaille bei der Weltmeisterschaft